# アナカオナ
アナカオナ（スペイン語: Anacaona、1474年? - 1503年）は、ハラグア（イスパニョーラ島南西部）出身のタイノ族の女首長（カシカ）、宗教的指導者。1492年にクリストファー・コロンブス率いるヨーロッパ人が到来する前、アイティもしくはキスケヤと呼ばれていたイスパニョーラ島（スペイン語名。現在のハイチおよびドミニカ共和国）のタイノ族は、ハラグア、マグアナ、イグェイ、マグア、マリエンという5つの王国に分かれていた。アナカオナは、ハラグアの首長ボエチオの姉妹だった。
ボエチオの死後、アナカオナは首長の地位を継承した。彼女の時代、イスパニョーラ島に到来したスペイン人入植者はハラグアのタイノ族と共存し、婚姻関係を結ぶ者もいた。
1503年、スペインのイスパニョーラ総督ニコラス・デ・オバンドがハラグアを訪れた。彼はアナカオナらタイノ族の首長たちが反スペイン暴動を企てているのではないかという疑念を抱いていた。オバンドの命により、首長たちは捕らえられて焼き殺され、アナカオナも首吊りにより殺害された。

## 前半生と家族

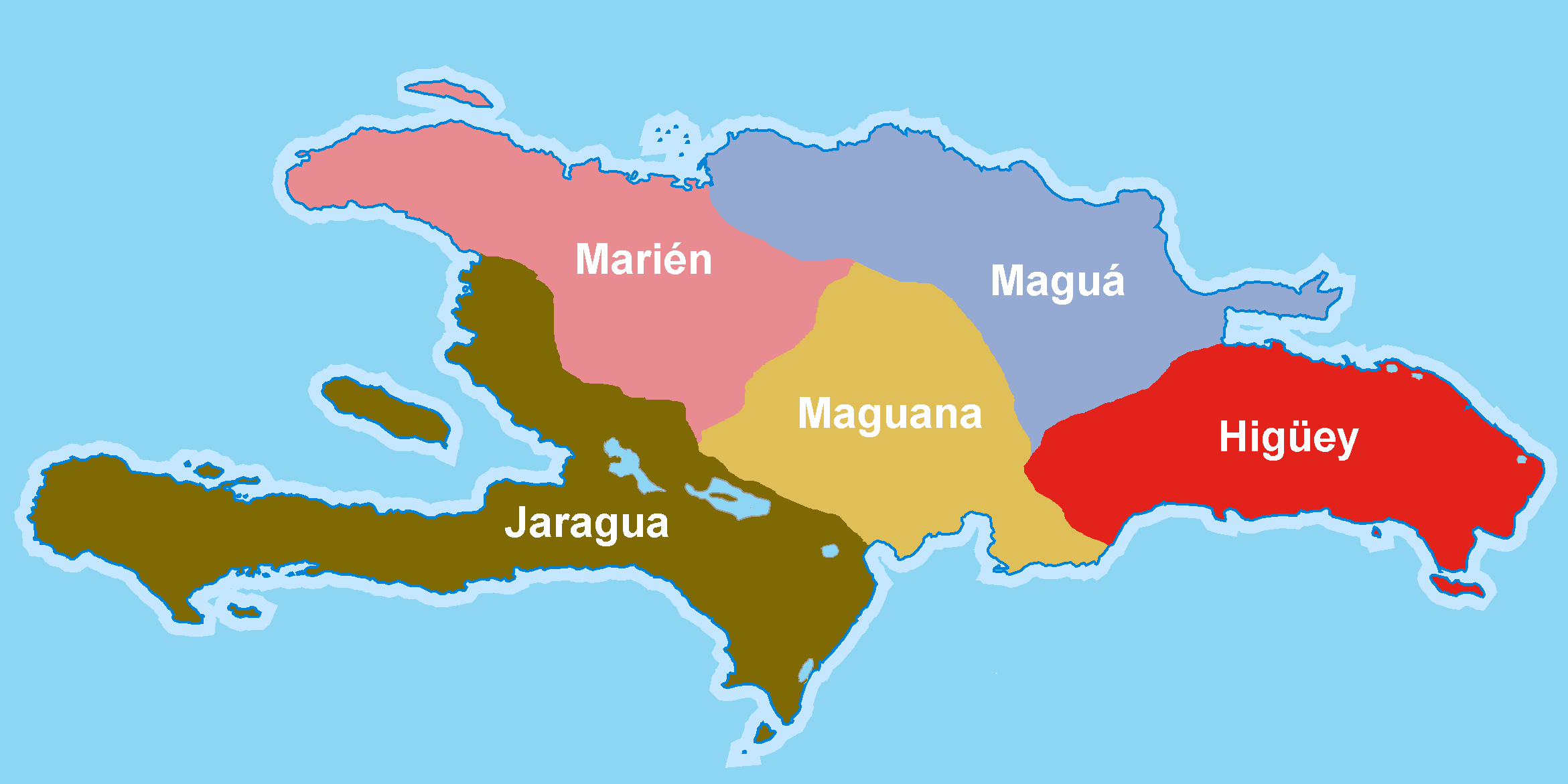
クリストファー・コロンブス到来時のイスパニョーラ島の勢力図。ハラグアは南西部の茶色の領域。

アナカオナはヤグアナ、現在のハイチのレオガンで生まれた。この付近は、後にイスパニョーラの首都となる。生年は1474年であるという説がある。「アナ」はタイノ語で「花」、「カオナ」は「黄金、黄金の」を意味するので、アナカオナという名は「黄金の花」という意味である。アナカオナの兄弟ボエチオは現地の首長で、勢力を拡大し1475年にはハラグア西部を支配するようになった。ボエチオは自身の権勢を確かなものとするため、アナカオナをマグアナの首長カオナボに嫁がせた。アナカオナとカオナボの間には、ヒグエモタという娘一人が生まれた。 
1492年12月4日、クリストファー・コロンブスがスペイン艦隊を率いてマリエンの、現在のハイチのモール＝サン＝ニコラにあたる地に上陸した。彼はインディアス（インド）に直行できる航路を求めて探検していた。タイノ族は、自分たちより大きな体格をしたコロンブスら来訪者を歓迎し、金やトウモロコシなどを贈ってもてなした。しかし1493年、スペインはこの地に金など貴金属の収奪のみを目当てとしてサントドミンゴ植民地を建設した。タイノ族はスペイン人たちによって拉致され、奴隷にされた。多くのタイノ族女性が強姦され、抵抗した者は殺害された。
1493年、アナカオナの夫カオナボが、島の北西部のスペイン植民地ラ・ナビダッドの破壊を命じたという咎で捕縛された。彼はスペイン本国へ送られ、その途上で船が難破し命を落とした。カオナボが捕らえられたとき、アナカオナはハラグアに帰り、以降ボエチオを補佐するようになった。
1498年、クリストファー・コロンブスの弟でサントドミンゴを建設したバルトロメ・コロンブスが、金をもとめてボエチオの国に侵攻してきた。抵抗できるだけの力が残っていなかったボエチオは、アナカオナの勧めに従い、キリスト教徒のスペイン国王の宗主権を受け入れることにした。戦争は回避されたものの、これ以降ボエチオは綿、パン、トウモロコシ、魚などといった貢納品をスペイン人に納めることになった。
1500年にボエチオが死去してからは、アナカオナが首長の地位を引き継ぎ、1503年の死まで統治をおこなった。

アナカオナ

## 死

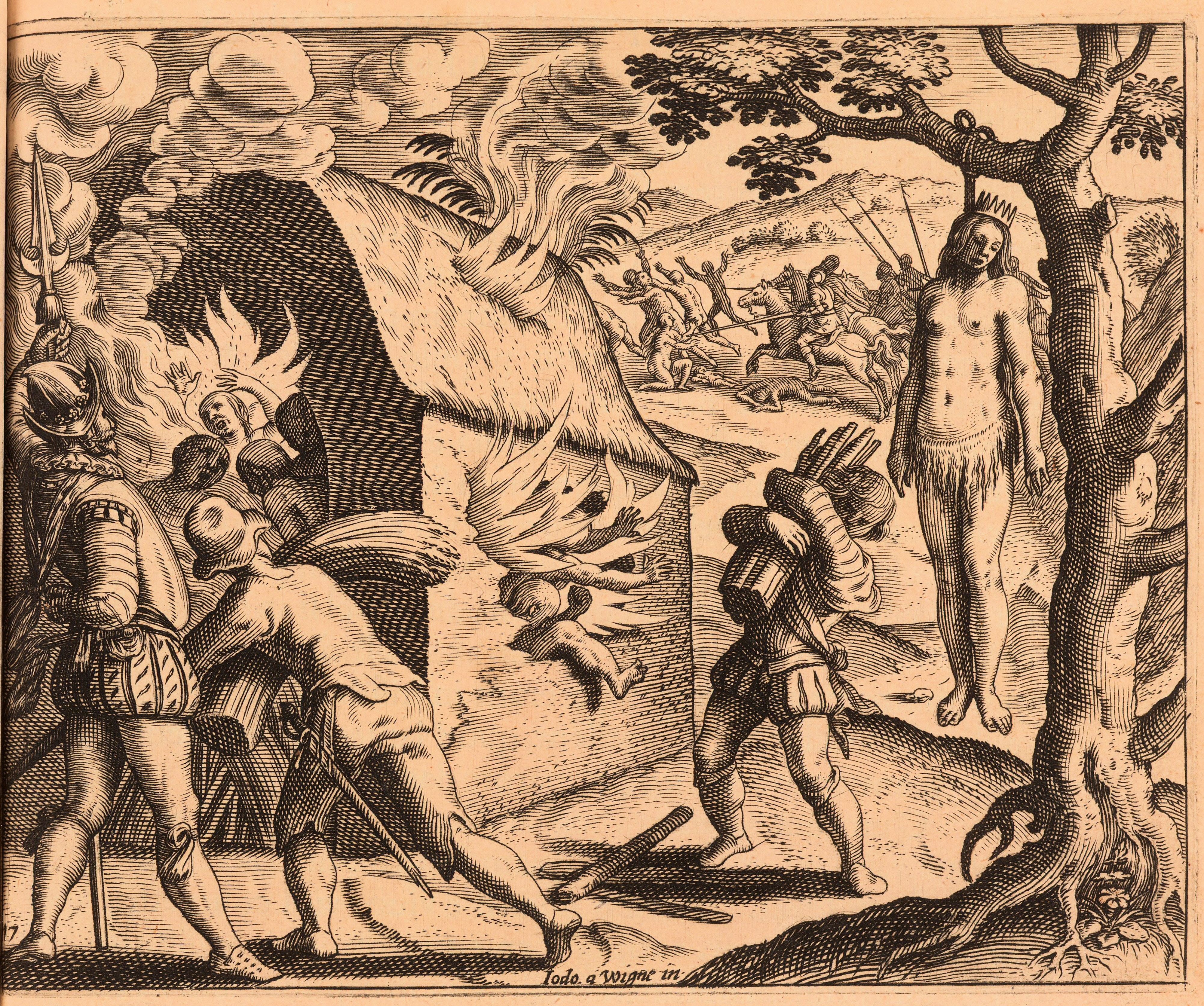
1598年に出版されたラス・カサスの『インディアスの破壊についての簡潔な報告』の挿絵（ヨース・ファン・ヴァインヘン画）。スペイン人に虐殺される女王アナカオナと属民たちを描いている。

1503年秋、イスパニョーラ総督ニコラス・デ・オバンドが300人の歩兵を率いてハラグアにやってきた。彼らはアナカオナや彼女に従う貴顕たち、その他のタイノ族の首長たちから盛大に出迎えもてなした。
タイノ族はスペイン人を歓迎したつもりだったが、当のスペイン人たちはこれを手の込んだ偽装作戦だと疑った。すなわち、アナカオナらタイノ族の首長たちが、歓迎の裏で反逆を企てていると考えていたのである。オバンドは首長たちをカネイ（タイノ族の大きな小屋）におびき寄せてから、スペイン兵に合図を送って一網打尽にした。首長たちはカネイごと焼き殺され、位の低いタイノ族は外で虐殺された。アナカオナも吊るし首にされ、殺された。
歴史家のトロイ・S・フロイドは、この事件を伝える史料の正確性は様々な点から疑わしいとしている。まず、複数の文献が、あたかも二つの人種が完全に隔離され争ったかのような構図で叙述しているものの、実際には破局を迎える6年前から両者は共存し婚姻関係も結ばれていたという点が挙げられる。スペイン人とタイノ族の間には、平和的な共存関係が築かれていた時期が存在した。しかしそれゆえに、スペイン人がなぜタイノ族を裏切り罠にはめたのかは不明なままである。またスペイン人側にも50人の戦死者が出ており、これはヨーロッパ人が高い軍事技術を有していたことを考えるとかなりの犠牲者を出していることになる。そして、ハラグアの首長たちは島でも最高の賢人として尊敬を集めており、もし彼らが本当に陰謀を企んでいたなら、不用意に小屋へ誘導されたとは考えにくいとフロイドは指摘している。

## 後世への影響
カリブ地域の現代美術・文学界では、アナカオナは詩人で作曲家でもあったとみなされている。レオガンには、彼女を記念して建てられた像がある。ドミニカ共和国にある、カリブ地域で最も高い建物であるトーレ・アナカオナ27は、彼女の名を冠している。アナカオナの生涯は、プエルトリコの歌手チェオ・フェリシアーノがリードボーカルを務めた歌『アナカオナ』で一般にも広く知られるようになった。